# SA-Gefängnis Papestraße

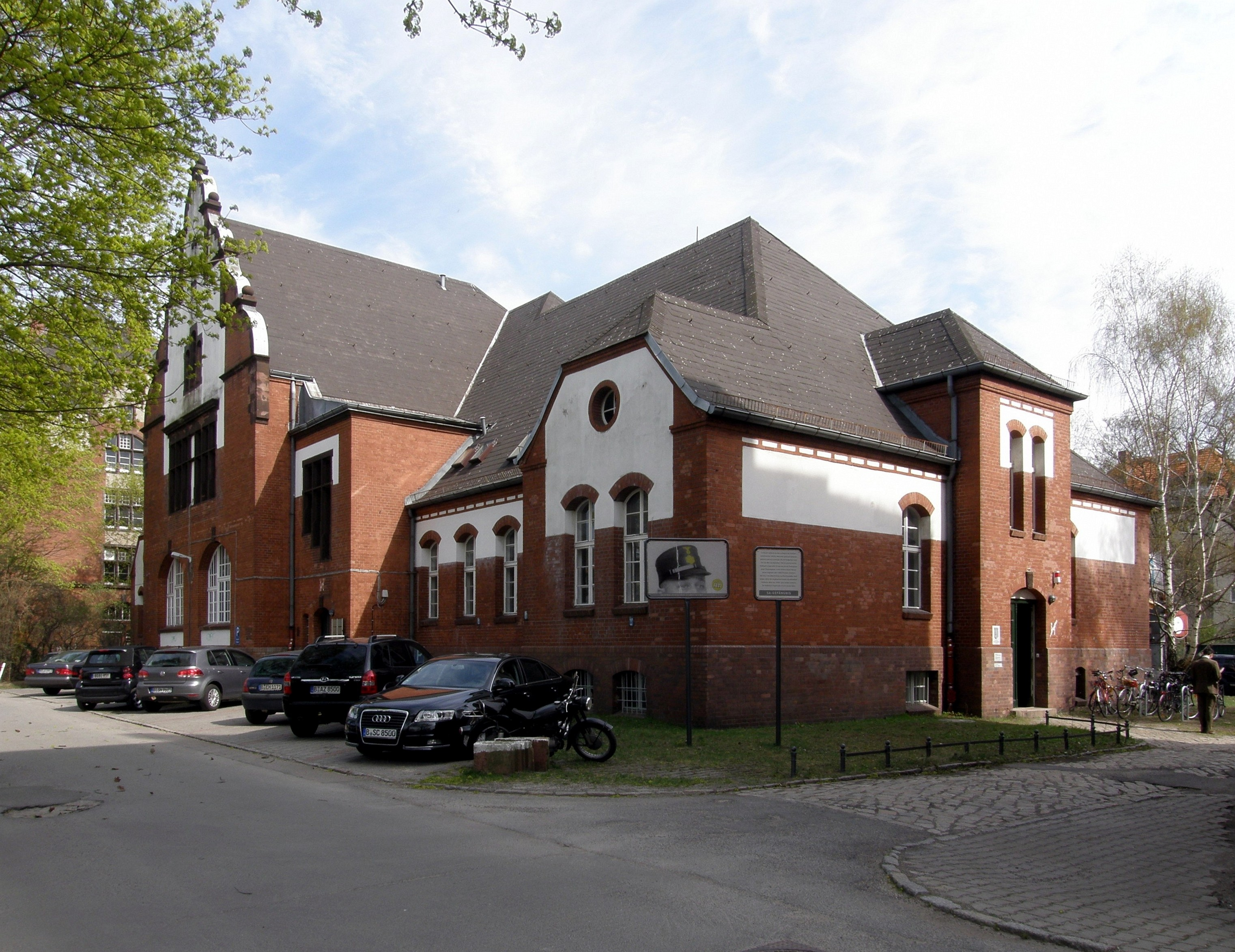
Gebäude Werner-Voß-Damm 54a, in dessen Keller sich das SA-Gefängnis Papestraße befand

Das SA-Gefängnis Papestraße befand sich von März bis Dezember 1933 im Keller des Gebäudes Werner-Voß-Damm 54a im Berliner Ortsteil Tempelhof. Das Haus war ursprünglich ein Gebäude der Eisenbahnerkaserne an der General-Pape-Straße. Das Gefängnis war eine Einrichtung der SA-Feldpolizei. Diese beziehungsweise das SA-Feldjägerkorps (seit Oktober 1933) war eine von 1933 bis 1936 bestehende Sondereinheit innerhalb der nationalsozialistischen Sturmabteilung (SA). Im SA-Gefängnis Papestraße wurden im Laufe des Jahres 1933 rund 500 heute namentlich bekannte Menschen inhaftiert. Die Dunkelziffer liegt vermutlich deutlich höher. Etwa 30 von ihnen starben durch Misshandlungen bzw. an deren Folgen.

## Die Schöneberger Eisenbahnerkasernen

Die Kasernen des I. und II. Eisenbahnregiments im stadträumlichen Umfeld, Berlin 1893

Im Deutsch-Französischen Krieg 1870/1871 hatte sich die Bedeutung der Eisenbahn für Truppentransport und Nachschub gezeigt. Für diese Funktionen wurde das I. Eisenbahnregiment der Preußischen Armee begründet. 1874/1875 wurde dafür die erste Kaserne in Schöneberg westlich der Anhalter Bahn nahe der heutigen Kesselsdorfstraße gebaut. 1892 und ab 1905 entstanden östlich der Anhalter Bahn im Norden der Ringbahntrasse zwei große Kasernenbereiche für zusätzliche Eisenbahnregimenter. Das heutige Gebäude Werner-Voß-Damm 54a diente um 1908 als Unteroffizierheim.

## Das Kasernengelände in der Weimarer Republik
Nach dem Ersten Weltkrieg blieb das weitläufige Kasernengelände an der General-Pape-Straße in staatlichem Besitz. 1921 war hier das Hauptversorgungsamt und später das Finanzamt Berlin-Tempelhof sowie verschiedene Gewerbetreibende untergebracht. Was in dieser Zeit mit dem Gebäude Werner-Voß-Damm 54a geschah, ist nicht bekannt. Anfang 1932 erhielt es die völkisch-protestantische Christliche Kampfschar, geleitet vom deutsch-baltischen Baron Wilhelm von der Ropp, und nutzte es bis zur Übernahme durch die SA-Feldpolizei als Wohn- und Schulungsheim für arbeitslose Jugendliche.

## SA-Gefängnis 1933

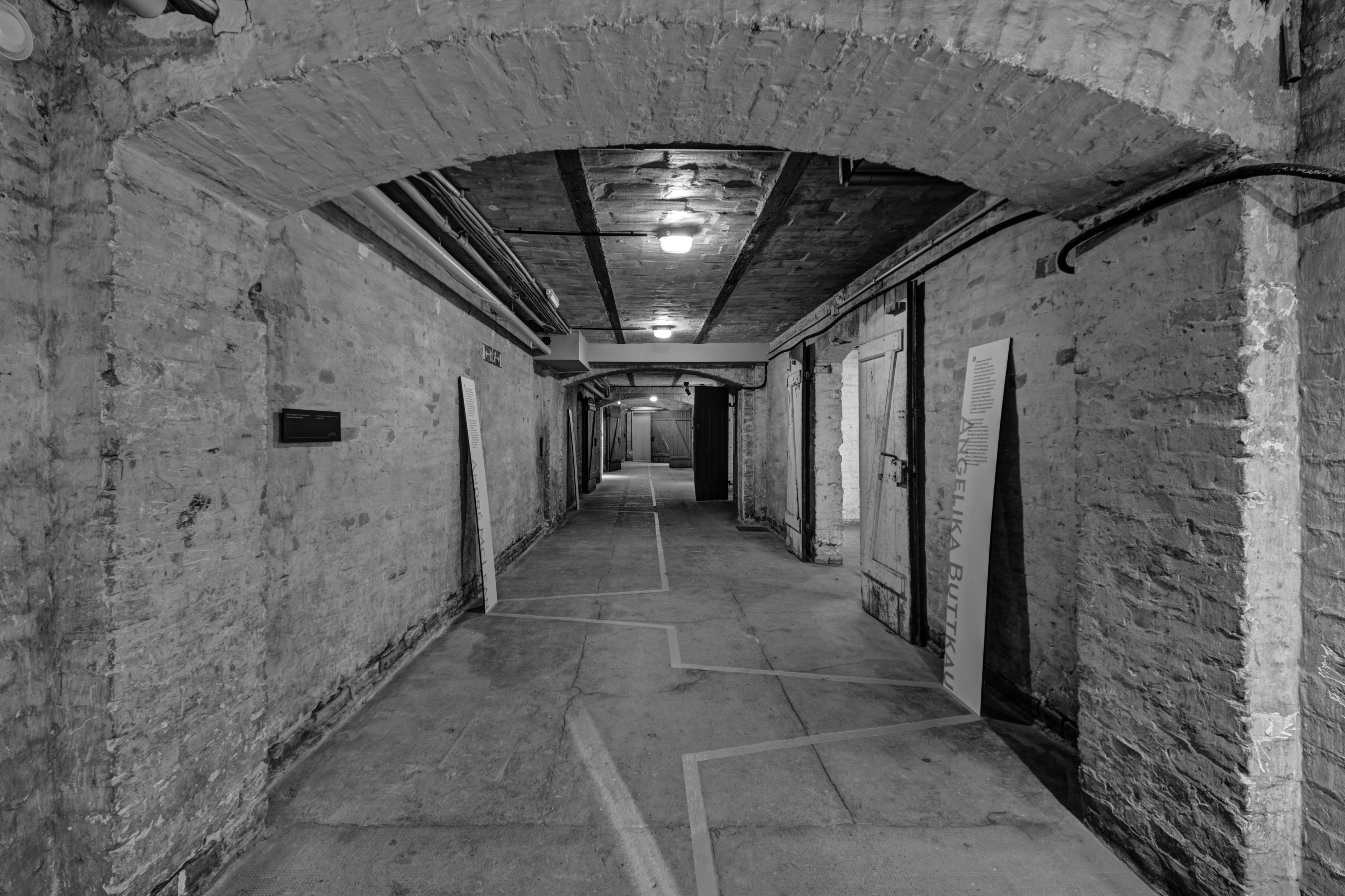
Kellergang mit den rechts und links abgehenden Räumen des Gefängnisses

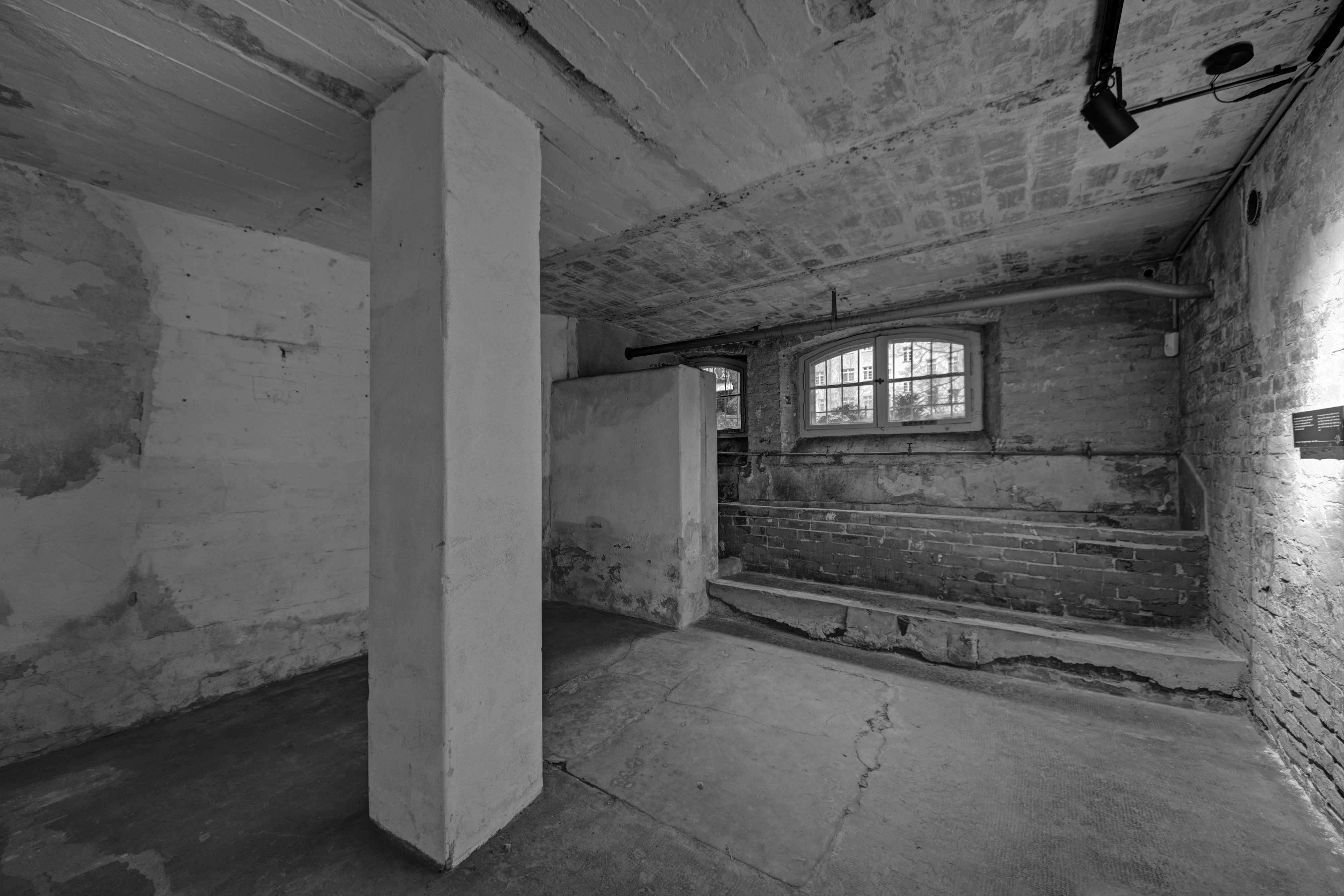
Waschraum des Gefängnisses

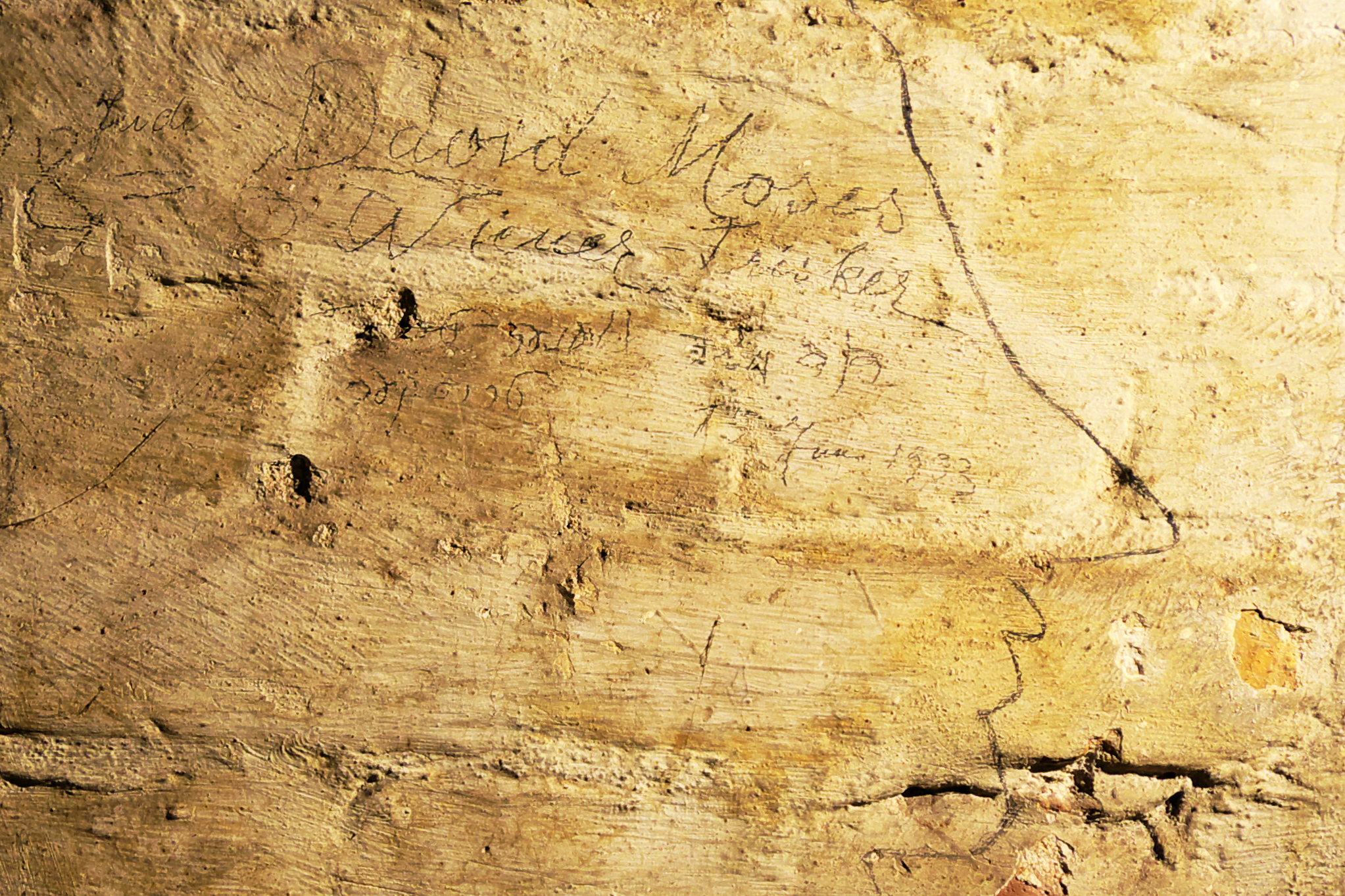
Detail einer Wandzeichnung des jüdischen Kaufmanns David Triesker aus Berlin-Charlottenburg im Kellergang mit der Inschrift „Jude David Moses Wiener-Trisker 15. Juni 1933“ sowie dessen Namenszug in hebräischer Schrift

Die Inhaftierten wurden durch Gefangenennummern erfasst, mit denen die Häftlinge von der SA-Feldpolizei registriert wurden. Die bisher niedrigste bekannte Nummer ist Nr. 43 für den Inhaftierten Herbert Drescher, ausgegeben am 15./16. März 1933. Am 1. April 1933 erhielt der jüdische Chirurgieprofessor Erich Simenauer des Urban-Krankenhauses bereits die Gefangenennummer 235. Die bisher höchste aufgefundene Nummer ist 1842, die des Häftlings Karl Klötzer zum Ende November 1933.
Viele der Inhaftierten waren KPD- und SPD-Mitglieder, Gewerkschafter und auch jüdische Ärzte und Rechtsanwälte. Darunter waren Persönlichkeiten wie der sozialdemokratische Schöneberger Stadtrat Franz Czeminski, der Neurologe Fritz Fränkel, der Redakteur der Roten Fahne Erich Gentsch, der kommunistische Reichstagsabgeordnete Willi Budich, der Neurologe und Psychoanalytiker Kurt Goldstein, der Hellseher Erik Jan Hanussen, der Besitzer des Kaufhauses Nathan Israel, Wilfrid Israel, und der Katholik Erich Klausener, Leiter der Polizeiabteilung im Innenministerium.
Besonders am Anfang der Machtübernahme durch die Nationalsozialisten richtete sich die Aufmerksamkeit der SA-Feldpolizei gegen die Befürworter der Weimarer Republik, so beispielsweise: Max Sievers, Vorsitzender der Freidenker, er wurde nach der Besetzung seines Verbandshauses durch die SA im März in den Haftkellern der Papestraße inhaftiert, und Max Ebel, Geschäftsführer, sowie Walter Friedeberger, die beide bei der Besetzung des Hauptverbandes der deutschen Krankenkassen für die Berliner ärztlichen Ambulatorien verhaftet wurden. Max Ebel starb kurz nach der Inhaftierung unter ungeklärten Umständen im SA-Gefängnis Papestraße.
Es kam vielfach zu Massenverhaftungen und Denunziationen:
- Im März wurden eine Gruppe von Bewag-Betriebsräten und zahlreiche Angestellte des Arbeitsamtes Friedrichshain während ihrer Tätigkeit verhaftet und in der Papestraße festgehalten.
- Im April wurde nahezu der gesamte Genossenschaftsvorstand der Schöneberger Siedlung Lindenhof – darunter Franz Czeminski – dort eingeliefert.
- Im April führten die antijüdischen Maßnahmen und die Aufdeckung einer Schöneberger KPD-Gruppe zu vielen Inhaftierungen.
- Als im Mai 1933 während der Auflösung der Gewerkschaften das Verbandshaus der Textilarbeiter von der SA besetzt wurde, war der Gewerkschaftsvorsitzende Martin Plettl unter denen, die in die Papestraße gebracht wurden.
- Gerhard Rosenbaum wurde zusammen mit seinem jüdischen Vater Alfred Rosenbaum, einem Hausverwalter aus Schöneberg, im März 1933 aufgrund von Beschuldigungen des Hausbewohners Franz Hübner verhaftet und in das Gefängnis Papestraße gebracht.[8]
- Arno Philippsthal, ein in Biesdorf niedergelassener jüdischer Arzt, kam im gleichen Monat, vermutlich ebenfalls aufgrund einer Denunziation, in die Haftkeller der SA-Feldpolizei.
- Max Bilecki, führender Mann des Rotfrontkämpferbundes in Berlin-Schöneberg, soll ebenfalls von Franz Hübner denunziert worden sein, er starb nach seiner Verschleppung durch SA-Männer am 25. März 1933 durch Folterungen im Keller der SA-Feldpolizei am 27. März 1933 im Urban-Krankenhaus.[8][9]

Gerhard Rosenbaum starb am 27. März 1933 ebenfalls im Urban-Krankenhaus und Arno Philippsthal am 3. April 1933 im Stadtkrankenhaus Mitte an den in der Haft erlittenen Misshandlungen.
Die Verhaftungsaktionen setzten sich fort: noch im September und Oktober 1933 kamen größere Gruppen von KPD-Mitgliedern der Bezirke Reinickendorf und Prenzlauer Berg in das SA-Gefängnis Papestraße.
Im SA-Gefängnis Papestraße waren auch Frauen inhaftiert, so die Widerstandskämpferin Minna Fritsch, Mitglied der KPD, und die Bibliothekarin Hertha Block, nach der 2012 die nördlich gelegene Hertha-Block-Promenade des Ost-West-Grünzugs benannt wurde. Die Frauen wurden von den Männern getrennt inhaftiert. Ebenso existierte für Angehörige der SA und NSDAP, die wegen tatsächlicher oder vermeintlicher Dienstvergehen einsaßen, ein eigener Haftraum.
Für die anschließenden Jahre 1934 bis 1946 fehlen Angaben zur Nutzung des Gebäudes.

## Nach 1945

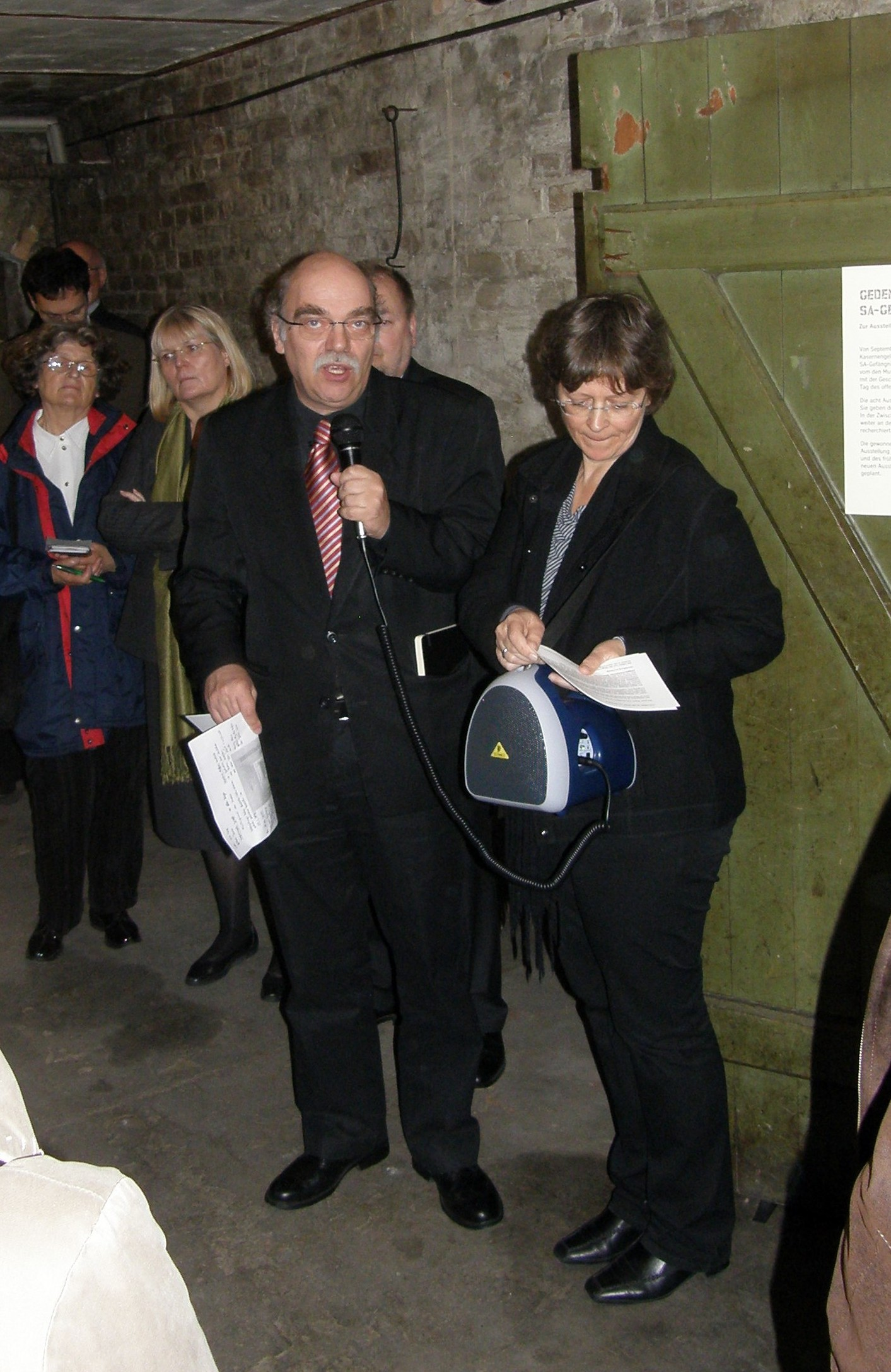
Andreas Nachama (Direktor der Stiftung Topographie des Terrors) und Petra Zwaka (Leiterin der Museen Tempelhof-Schöneberg) bei der Eröffnung des Gedenkortes SA-Gefängnis Papestraße

Einige Gebäude auf dem Kasernengelände, die durch alliierte Luftangriffe in den Jahren 1944/1945 stark beschädigt worden waren, wurden in den Nachkriegsjahren abgetragen. Das weniger beschädigte Haus Werner-Voß-Damm 54a konnte wiederhergestellt werden. Im Gebäude wurden kleinere Gewerbebetriebe und eine Großküche, die im Winter 1947/48 als Wärmestube diente, betrieben. Seitdem nutzen verschiedene Gewerbtreibende das Gebäude. Der Ort und die Ereignisse von 1933 gerieten indessen in Vergessenheit.
Die Antifaschistischen Stadtrundfahrten der Arbeitsgemeinschaft Jugend in Mariendorf und der Vereinigung der Verfolgten des Naziregimes/Verband der Antifaschisten brachten das ehemalige SA-Gefängnis ab 1980 wieder in den Blick. 1981 erinnerte dann das Bezirksamt Tempelhof von Berlin mit einer Gedenktafel am Gebäude Werner-Voß-Damm 62 an die „Opfer des frühen Nazi-Terrors in den Kellern der Kaserne General-Papestraße“ (Tafeltext).
Der genaue Standort des früheren SA-Gefängnisses auf dem ehemaligen Kasernengelände war jedoch unbekannt. Erst 1992 konnte durch das bürgerschaftliche Engagement der Geschichtswerkstatt Papestraße der historische Ort im Haus Werner-Voß-Damm 54a lokalisiert werden.
Dort sind Raumaufteilung, Türen und Wandanstriche der Kellerräume weitgehend im Originalzustand erhalten geblieben, was dem Ort seine hohe Authentizität verleiht. Heute gibt es im Keller noch einige originale Spuren von 1933. Bei einer Spur handelt es sich um eine Bleistiftzeichnung mit dem Profil eines Kopfes, der der Name eines Gefangenen in lateinischer und hebräischer Schrift hinzugefügt ist. An diese Spur wird durch eine Gedenktafel erinnert.

## Gedenkstätte
Im März 1995 nutzte die Kunstausstellung SA-Gefängnis 1933 General-Pape-Straße mit Fotos, Bildern und Installationen die historischen Kellerräume und machte sie so erstmals öffentlich zugänglich. Im Juni 1999 wurde in einer Zweigstelle des Robert Koch-Instituts, General-Pape-Straße 62, eine Ausstellung eröffnet, in der neben der Geschichte des SA-Gefängnisses exemplarisch die Lebensläufe einiger verfolgter Ärzte und Gesundheitspolitiker aufgezeigt werden, die in der Weimarer Republik Ansätze einer damals neuartigen Sozialmedizin verwirklichten. Es sind die Schicksale von Lydia Rabinowitsch-Kempner, Fritz Fränkel, Arno Philippsthal, Erich Simenauer, Kurt Goldstein, Max Leffkowitz und Max Ebel.
Auch seitens des heutigen Bezirks Tempelhof-Schöneberg und des Landes Berlin wurde zusammen mit der Geschichtswerkstatt Papestraße intensiv an der Realisierung einer Gedenkstätte für das Geschehene gearbeitet.
Die Gedenkstätte wurde von den Museen Tempelhof-Schöneberg als Gedenkort SA-Gefängnis Papestraße am 7. April 2011 eröffnet. Sie ist eines der sehr wenigen weitgehend im Originalzustand erhaltenen Konzentrationslager der Sturmabteilung.
Am 14. März 2013 – genau 80 Jahre nach Einrichtung der SA-Haftkeller – eröffneten die bezirklichen Museen Tempelhof-Schöneberg im Gedenkort SA-Gefängnis Papestraße eine Dauerausstellung, die ausführlich über die Geschichte des Ortes informiert. Auf der östlichen Seite des Kellergangs befinden sich drei Hafträume und ein Waschraum; auf der westlichen Seite eine Dokumentationsausstellung, ein Gedenkraum für die Todesopfer und ein öffentlich zugänglicher Archivraum.
Jeden Sonntag findet um 13 Uhr eine kostenlose öffentliche Führung statt. Für Schulen und Erwachsenengruppen gibt es verschiedene Bildungsangebote unter anderem in Kooperation mit der Stiftung Topographie des Terrors.
Die Gedenkstätte ist in den Geschichtsparcours Papestraße des Projekts Geschichtsquartier Südkreuz des Bezirksamts Tempelhof-Schöneberg eingebettet. Dieser Parcours geht durch das gesamte ehemalige Kasernengelände und reicht bis zum Schwerbelastungskörper nördlich des Geländes.

## Das SA-Gefängnis im Kriminalroman
Das SA-Gefängnis ist ein Schauplatz in Volker Kutschers Roman Märzgefallene. Gereon Raths fünfter Fall. Das Werk beschreibt die Ereignisse im Frühjahr 1933. Die Hauptfigur Kommissar Rath muss unter anderem in das SA-Gefängnis, um einen Geschäftsfreund des Gangsterbosses Johann Marlow aus den Klauen der SA-Männer zu befreien.